# Os pequenos burgueses
A peça Os pequenos burgueses (Мещане, no original) foi escrita por Máximo Gorki em 1901 e encenada pela primeira vez no Teatro de Arte de Moscou. A obra faz parte do movimento realista e reflete as tensões sociais e políticas que precederam a Revolução Russa.

## Enredo
A peça se passa na casa da família Bessemenov, onde o patriarca, Vasili, representa os valores conservadores da pequena burguesia russa. Seus filhos, por outro lado, simbolizam uma nova geração de intelectuais e revolucionários descontentes com a ordem social vigente. A narrativa explora o conflito entre tradição e mudança, expondo a hipocrisia da classe média.

### Temas
- Conflito de gerações – A oposição entre os valores antigos e as ideias progressistas.
- Hipocrisia social – A máscara de respeitabilidade da burguesia e sua falta de princípios morais.
- Luta de classes – Antecipando a revolução, Gorki apresenta personagens que questionam a estrutura social da Rússia czarista.

## Ligações Externas
- Pequenos Burgueses (peça) – Texto completo em russo
- Análise crítica de Pequenos Burgueses (peça de Gorki)